# Praça Bona Primo
A Praça Bona Primo, também conhecida como Praça da Matriz, é um espaço público e histórico da cidade de Campo Maior, município do estado brasileiro do Piauí. Está localizada na margem direita do Rio Surubim no coração da cidade, no Centro Histórico, e existe desde os primórdios da cidade e foi em torno dela que nasceu a construção urbana de Campo Maior.

## História

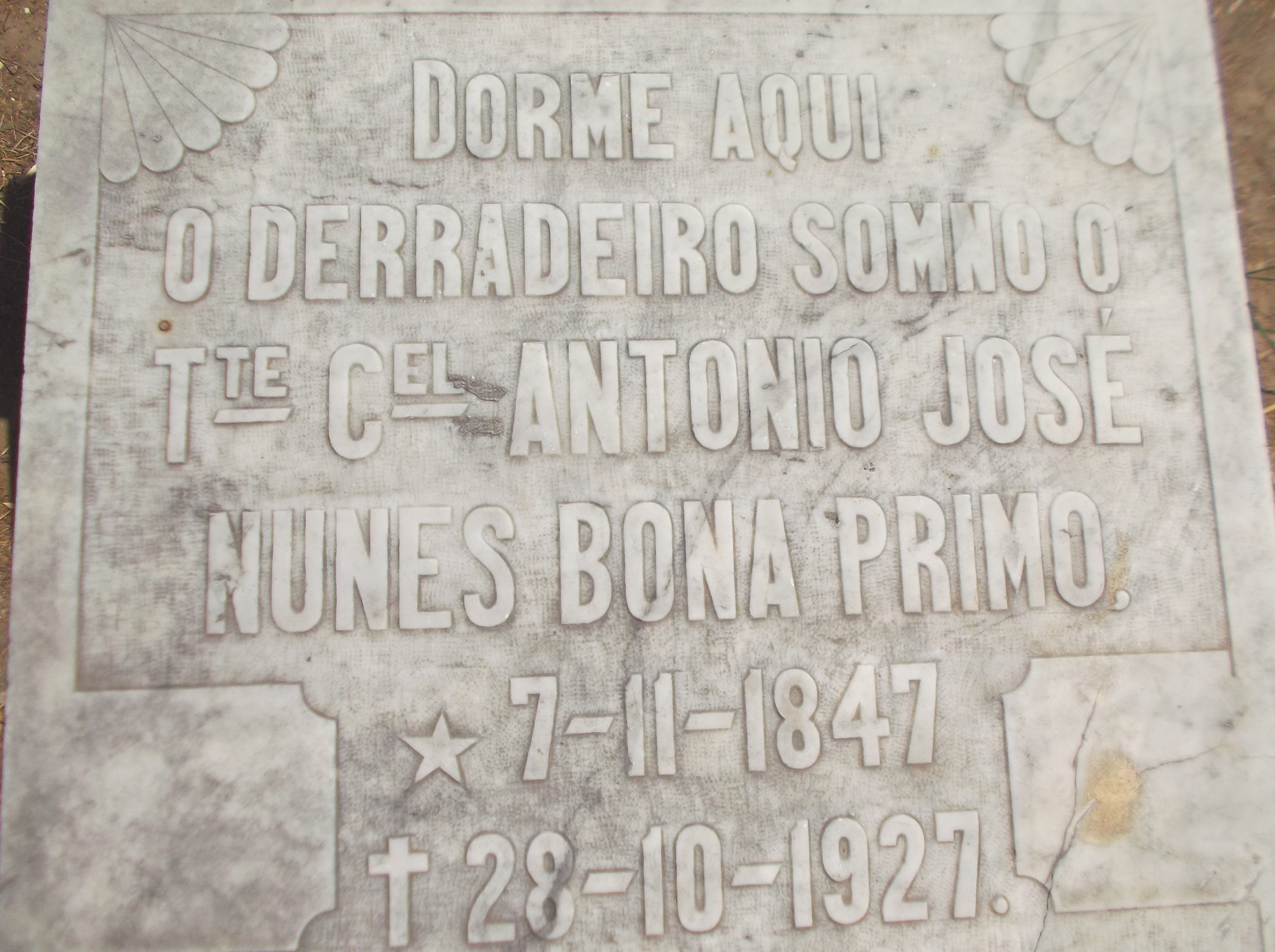
Lápide, no Cemitério da Irmandade de Santo Antonio, de Antonio José Nunes Bona Primo (1847 - 1927). Um político, militar e fazendeiro campomaiorense, que dá nome à Praça.

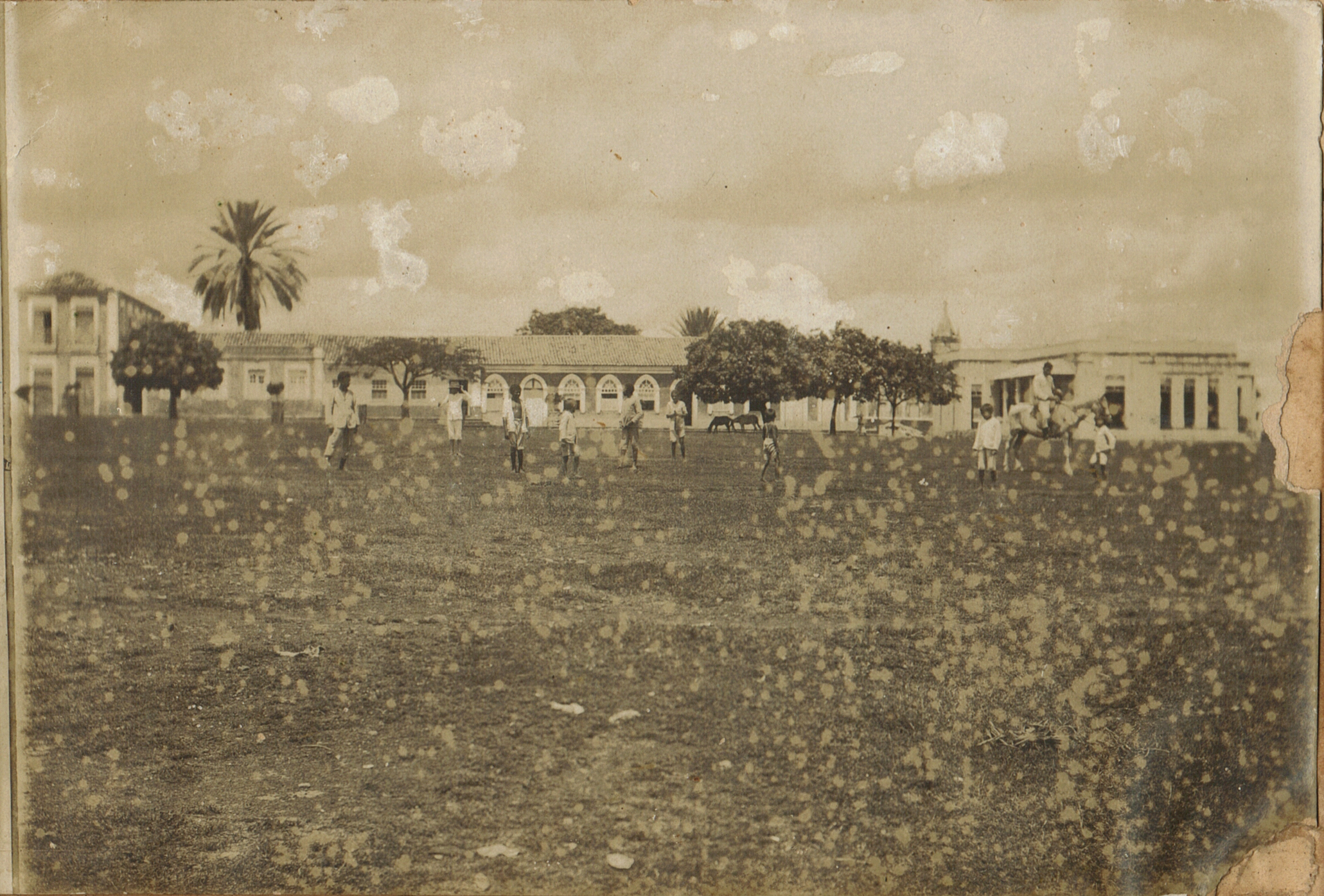
Vista do local em 1928

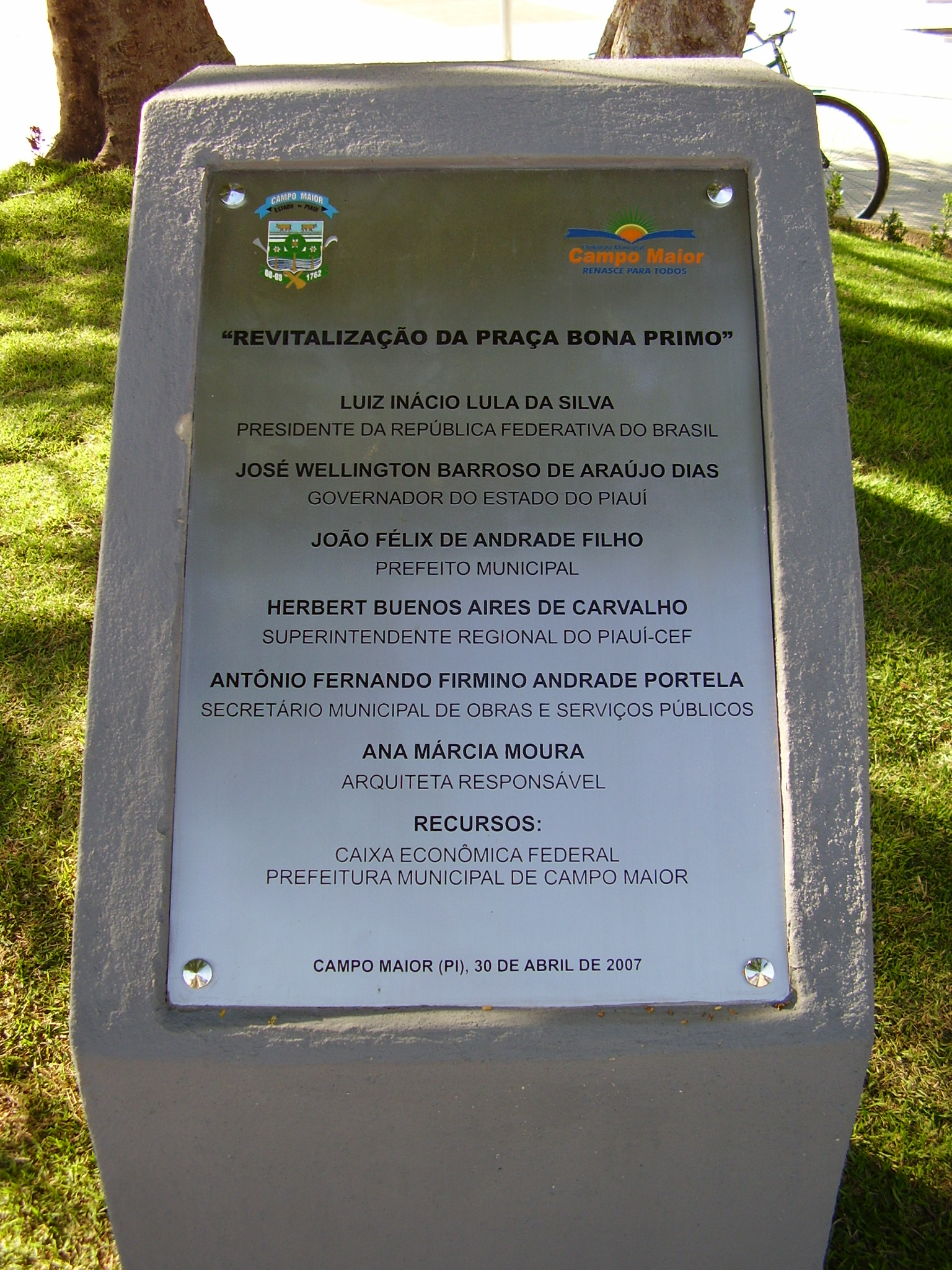
Placa da restauração de 2007

A área territorial da praça já é mencionada na Descrição da Capitania de São José do Piauí, do ouvidor Antônio José de Morais Durão, datada de 15 de junho de 1772. Foi sede do pelourinho até o mesmo ser destruído por um raio. Em 1823 o local serviu de  base das aclamações de partida dos combatentes da Batalha do Jenipapo Em 1930 um decreto a denominou de Praça João Pessoa e em 1948 e denominada para Praça Bona Primo em homenagem ao agropecuarista e membro da Guarda Nacional, Antônio José Nunes Bona Primo(1847-1927).
No volume 15 da Enciclopédia dos Municípios Brasileiros referenciando-se  em Pereira da Costa (1885) e em Apolinário Monteiro (1923) menciona-se o seguinte: "No centro da vila, nota-se uma bela praça de 200 metros quadrados, na qual está situada a igreja matriz. Além deste edifício, conta a vila mais o seguinte: a igreja de Nossa Senhora do Rosário, ainda em construção, a casa da câmara, a cadeia, o mercado e o cemitério da irmandade de Santo Antônio". A repeito desse pronunciamento de Pereira da Costa, comenta Apolinário Monteiro, em trabalho inserido no volume II de " O Piauí no Centenário de sua Independência": - "Pereira da Costa, naturalmente confundiu 200 metros quadrados com 200 metros em quadro. Só assim se poderá explicar de haver dado à praça a que se refere a área de 200 metros quadrados, quando tem ela, mais ou menos, uma superfície de 200 metros em quadro e conseguintemente de 40 000 metros quadrados".

## Arvoredo

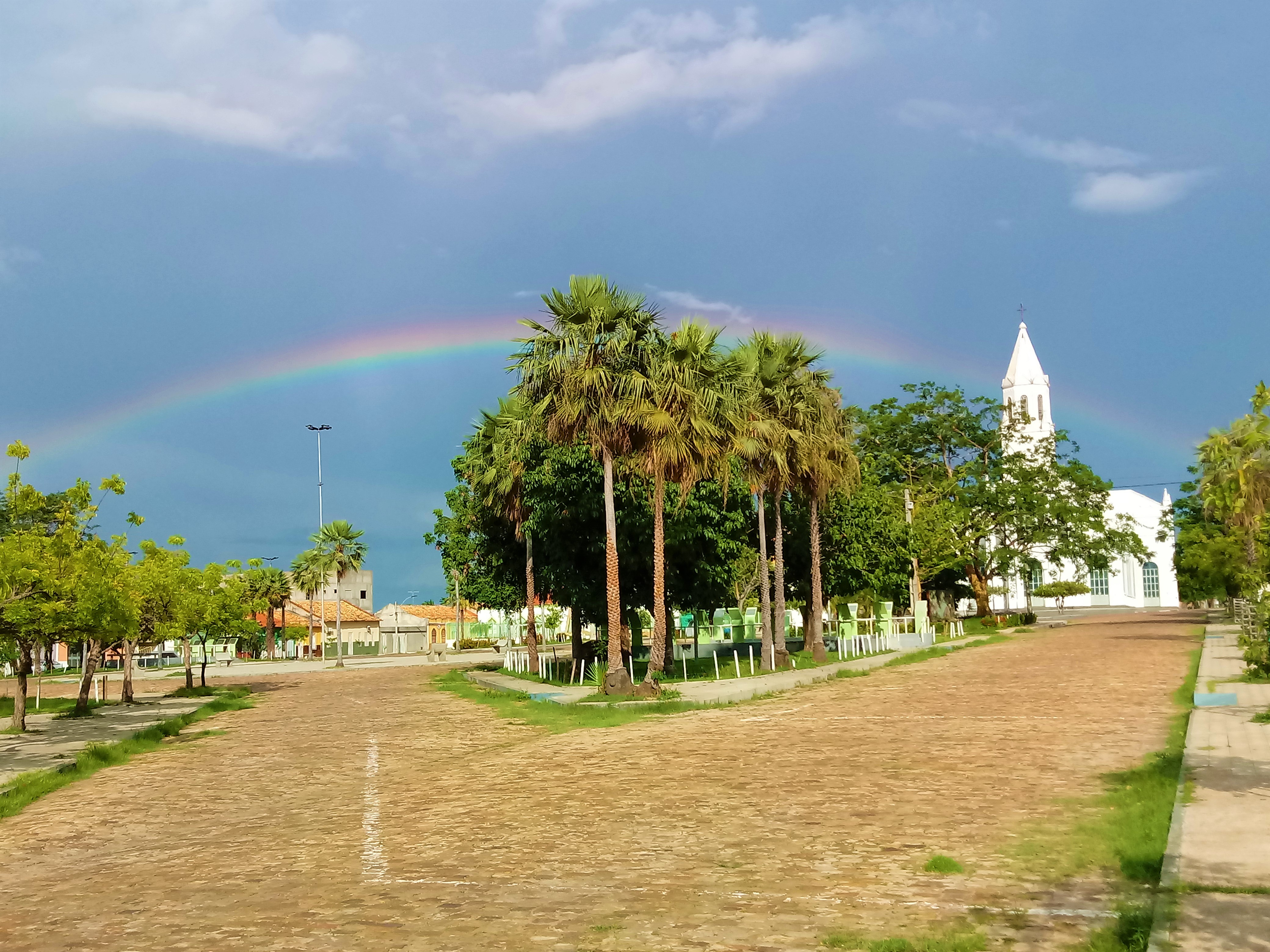
Vista parcial do arvoredo.

A arborização da praça Bona Primo compõe-se de espécies nativas tais como carnaúba, angico-branco,  oiticica, tamarindo, ipê-amarelo,  ipê-branco, oitizeiros  e de espécies ornamentais exóticas,  onde elenca-se: palmeiras, nim da índia, pinheiro, castanhola e outros.

## Conjunto arquitetônico
No entorno da mesma fica localizado o Palácio do Jenipapo (sede da Câmara Municipal) a Catedral de Santo Antônio, a Academia Campomaiorense de Artes e Letras, o sobrado dos Bona, o painel ao vaqueiro e à Batalha do Jenipapo, o palacete episcopal, o espaço cultural e várias residências de arquitetura dos períodos colonial e imperial.

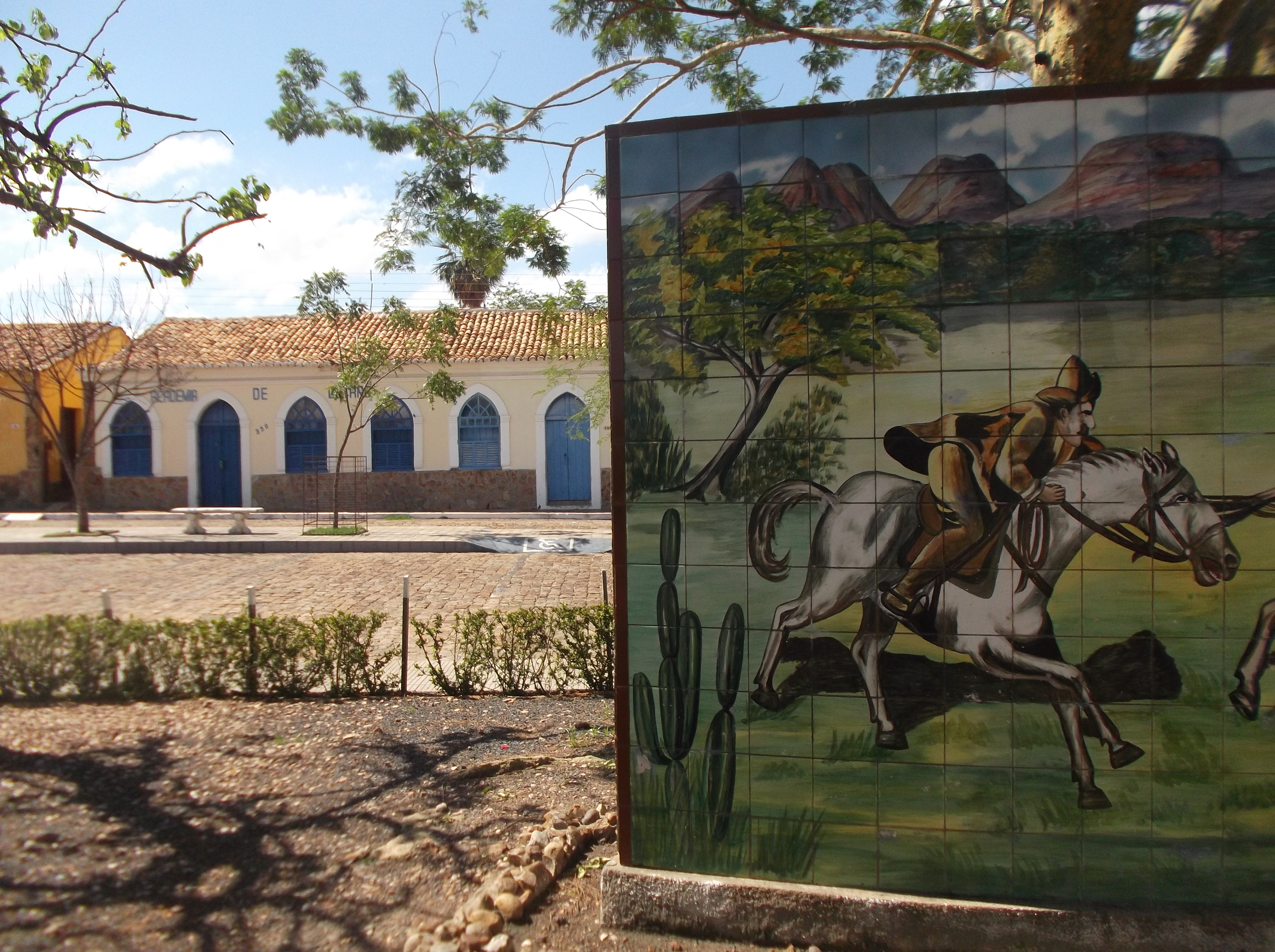
Vista do munumento ao vaqueiro e jardins.
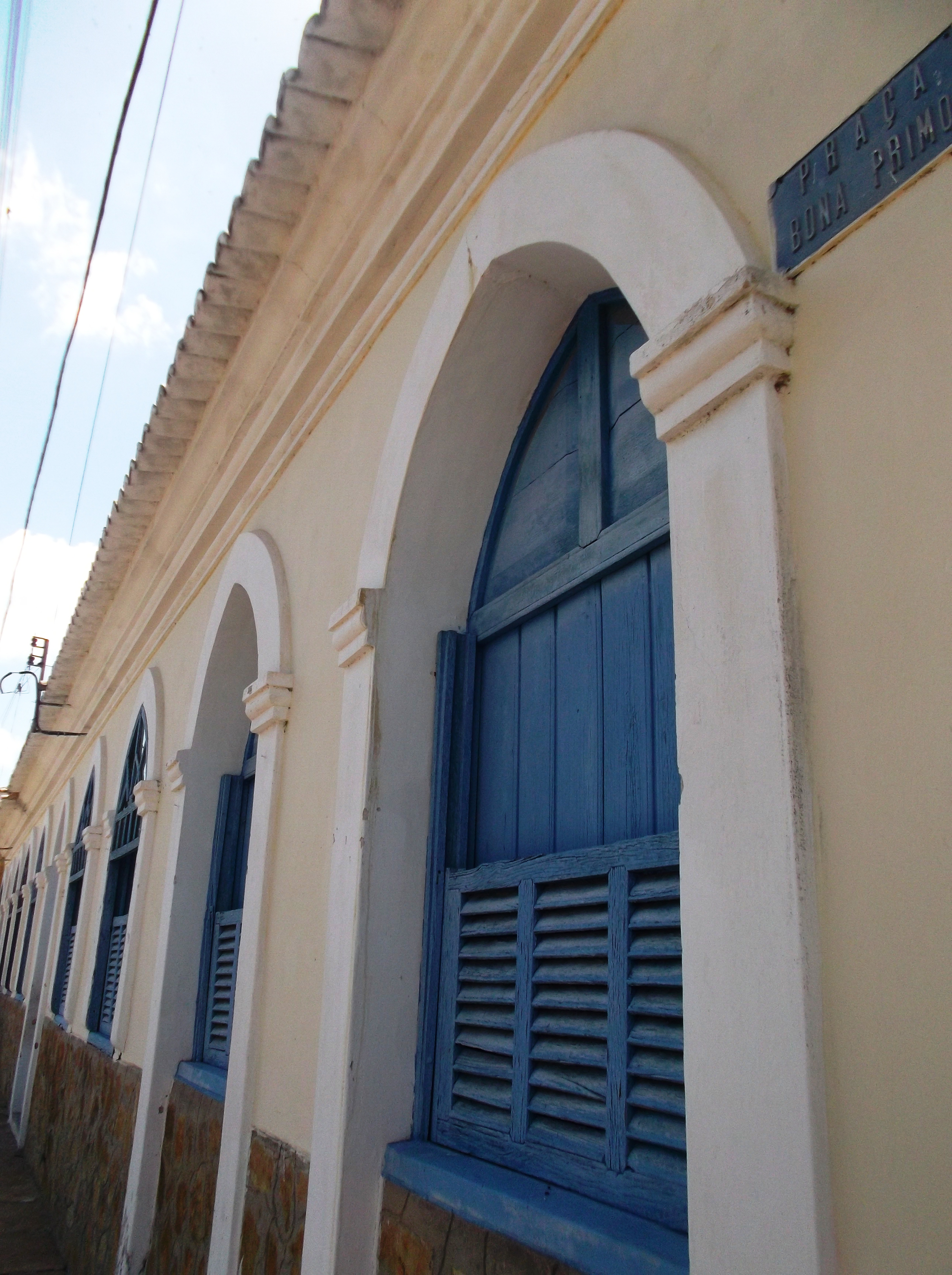
Aspecto de arquitetura colonial.
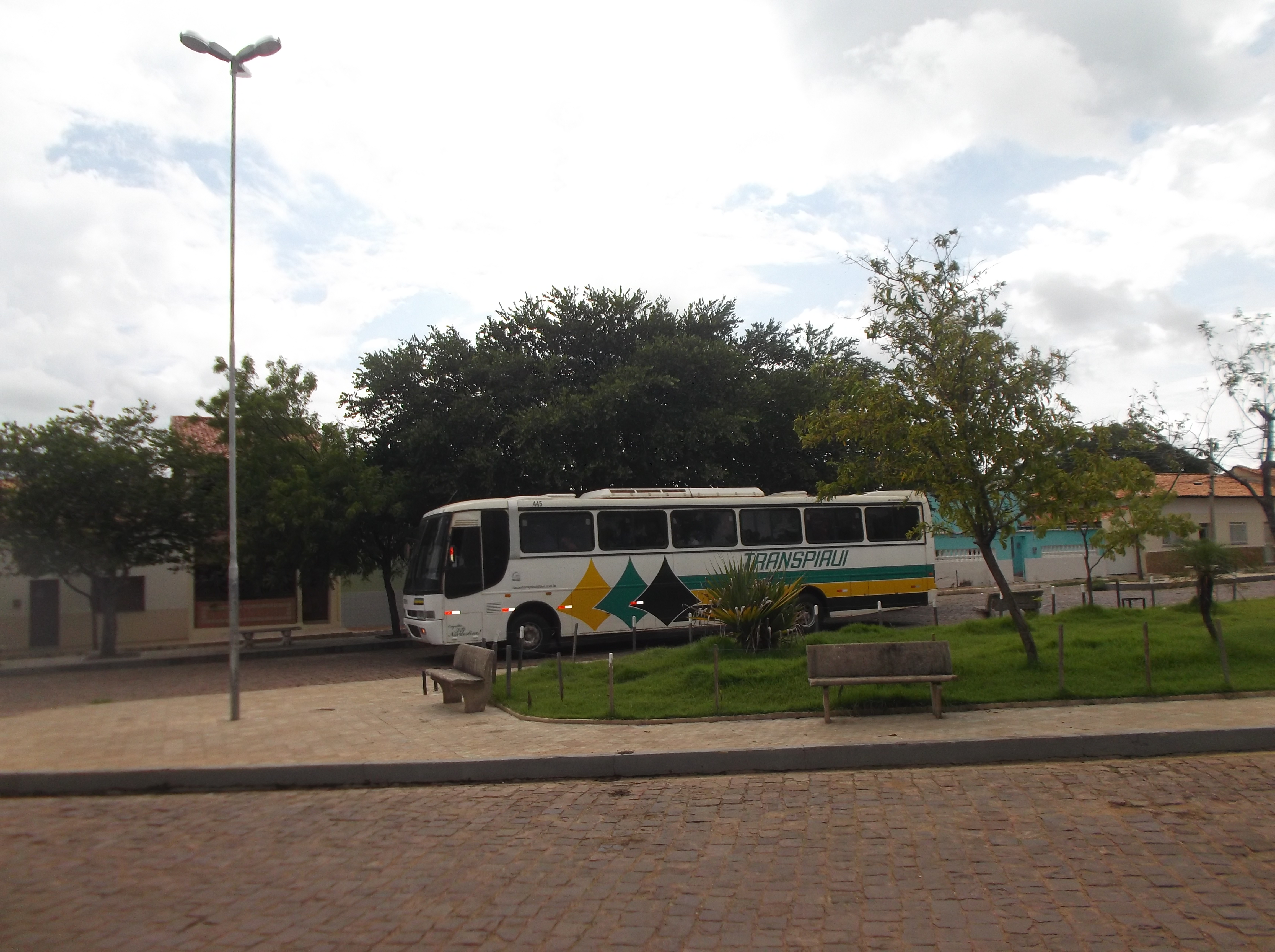
Vista dos jardins
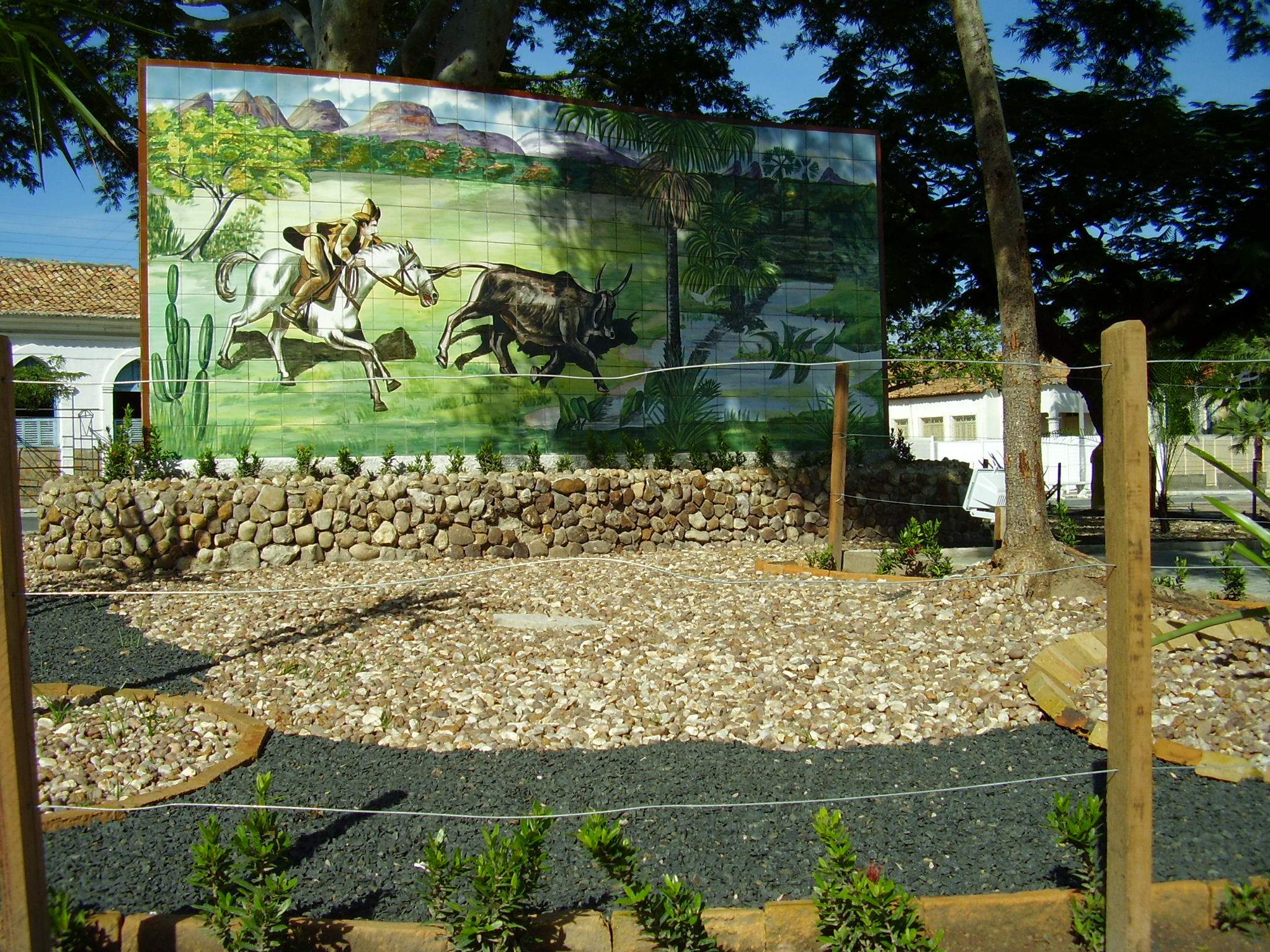
Painel ao Vaqueiro, construção permanente na Bona Primo
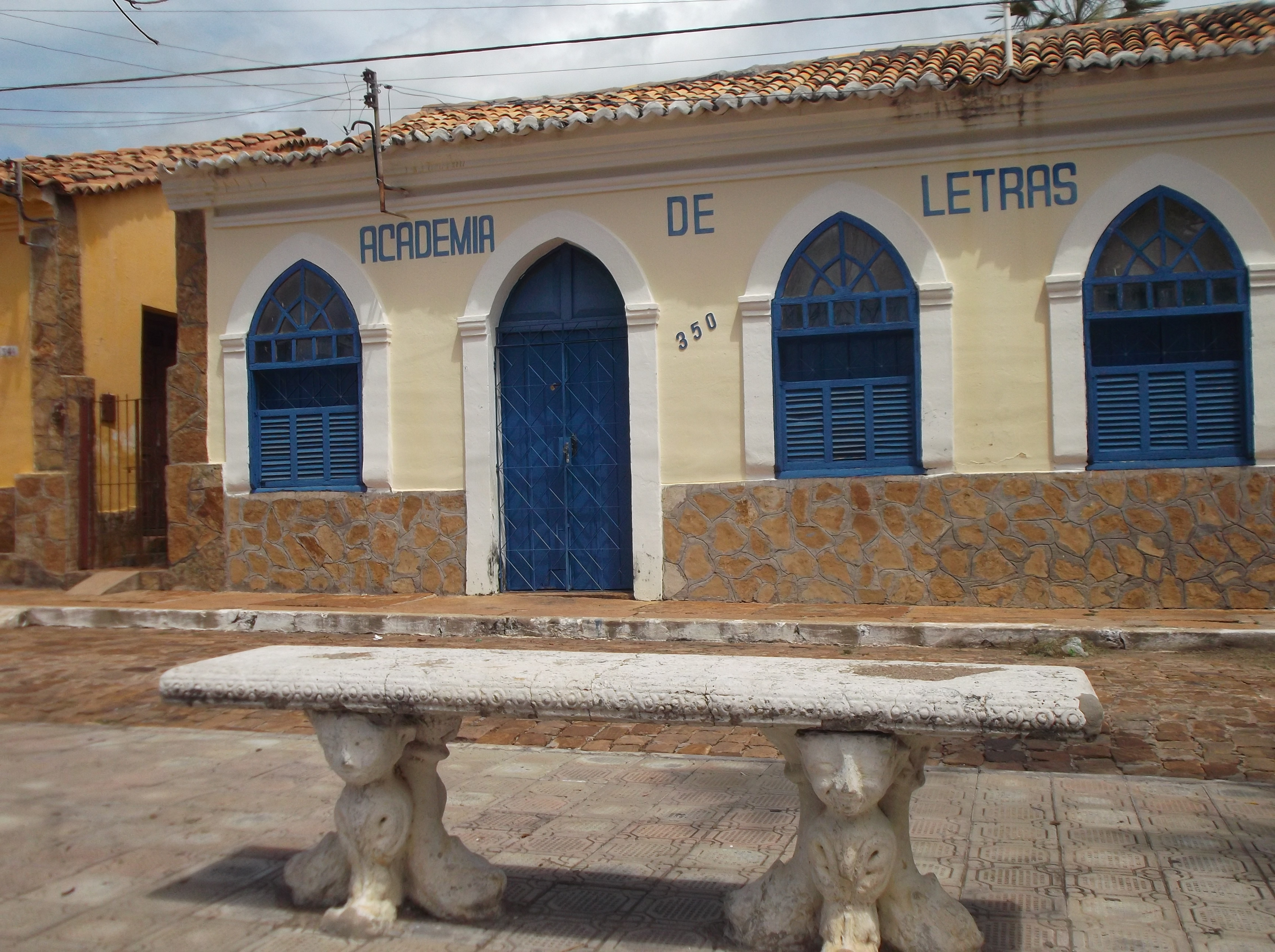
Casa histórica da Academia Campomaiorense de Letras
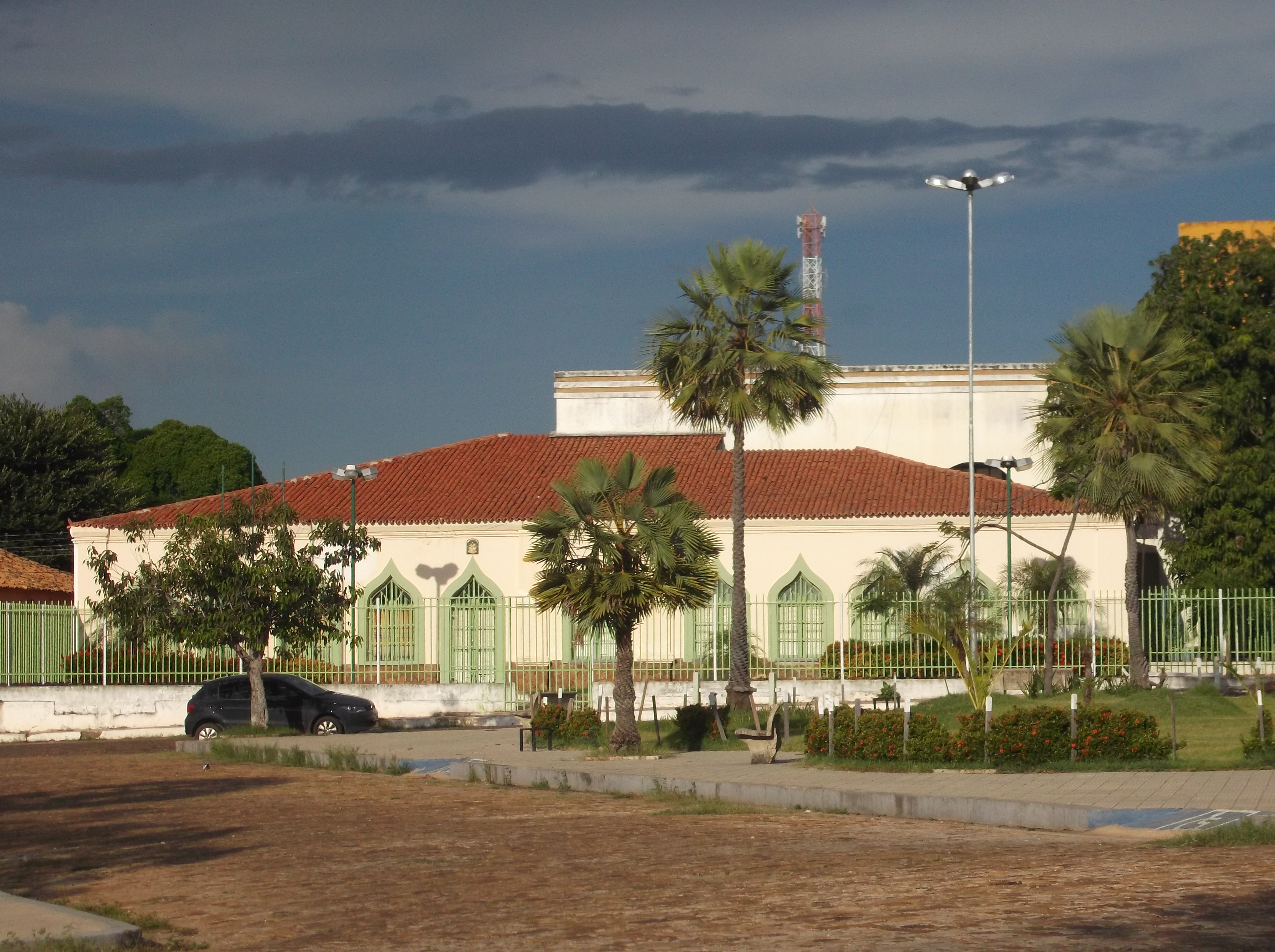
Edifício do Palácio do Jenipapo
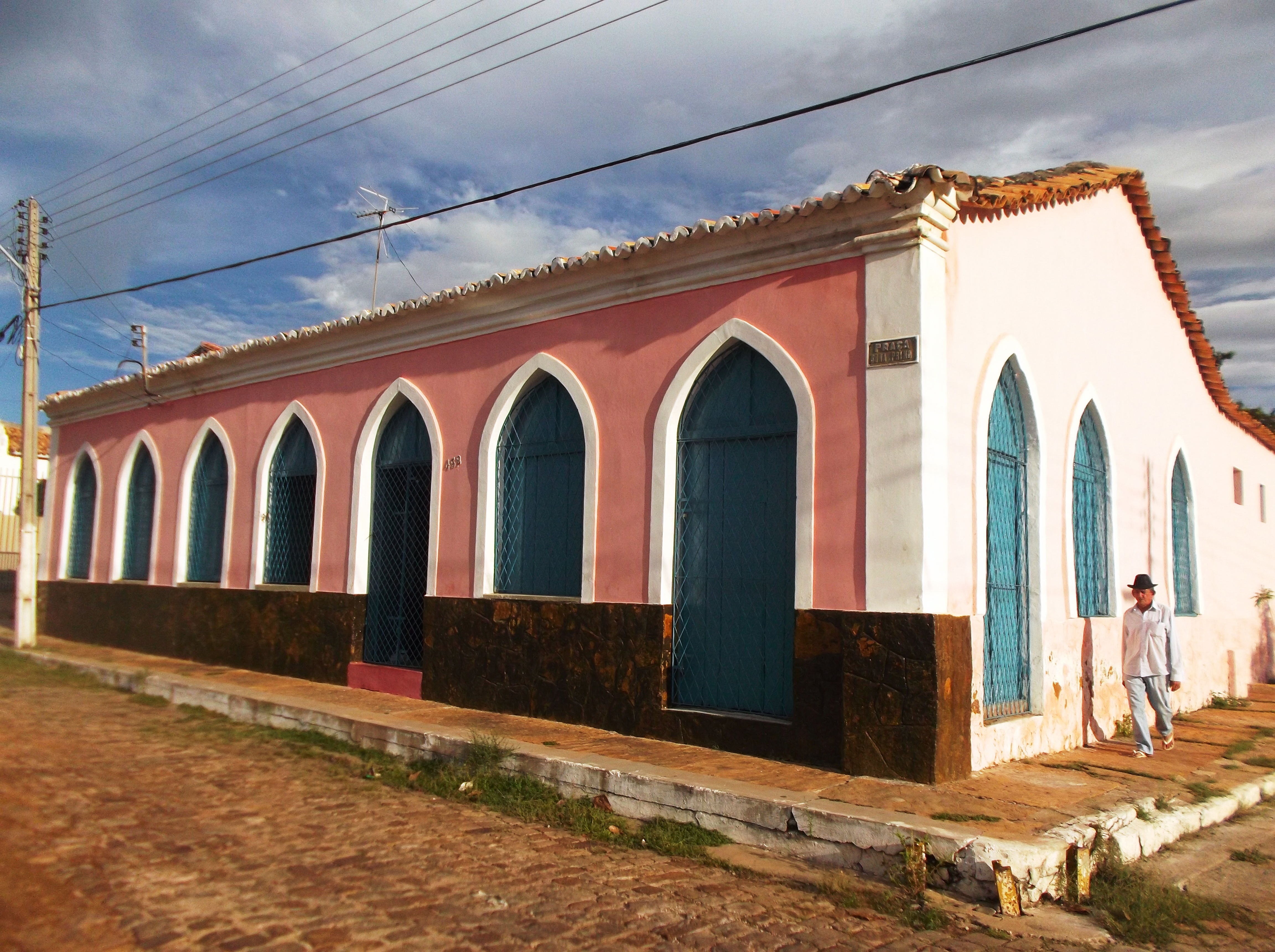
Exemplar de arquitetura do período imperial
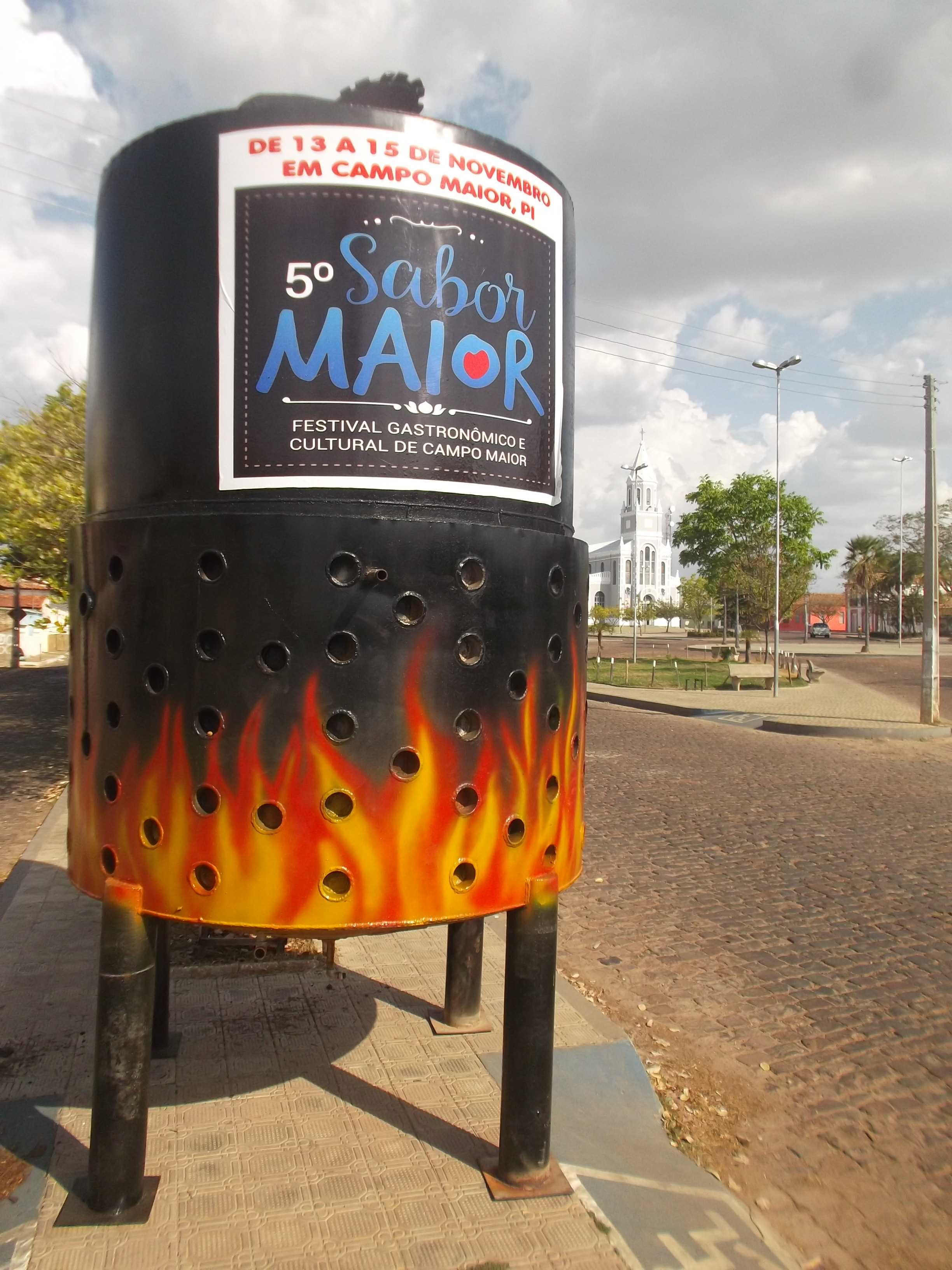
Panelão do Sabor Maior (um festival gastronômico e cultural de Campo Maior) na Bona Primo.
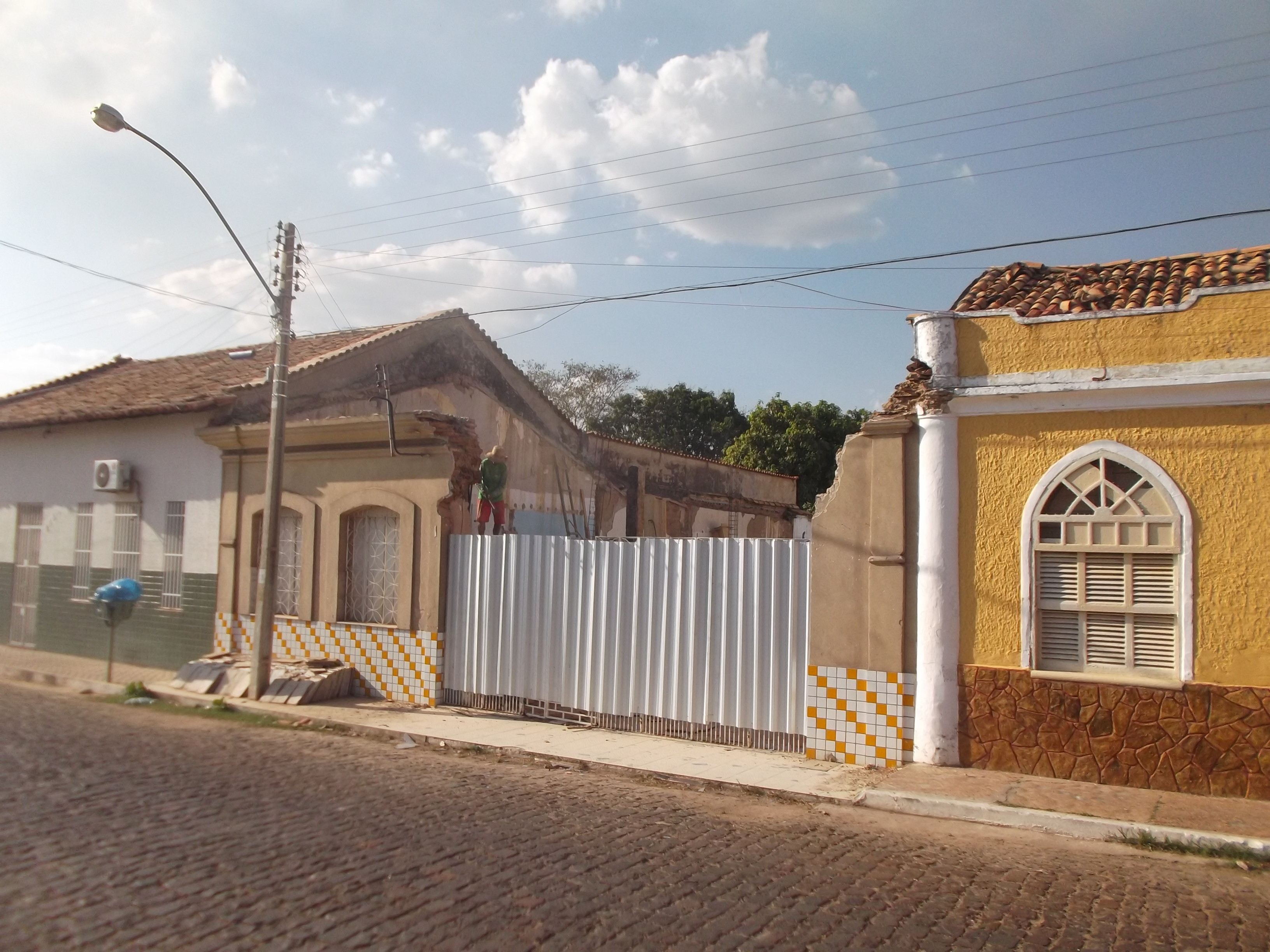
Vista de obra de despreservação.
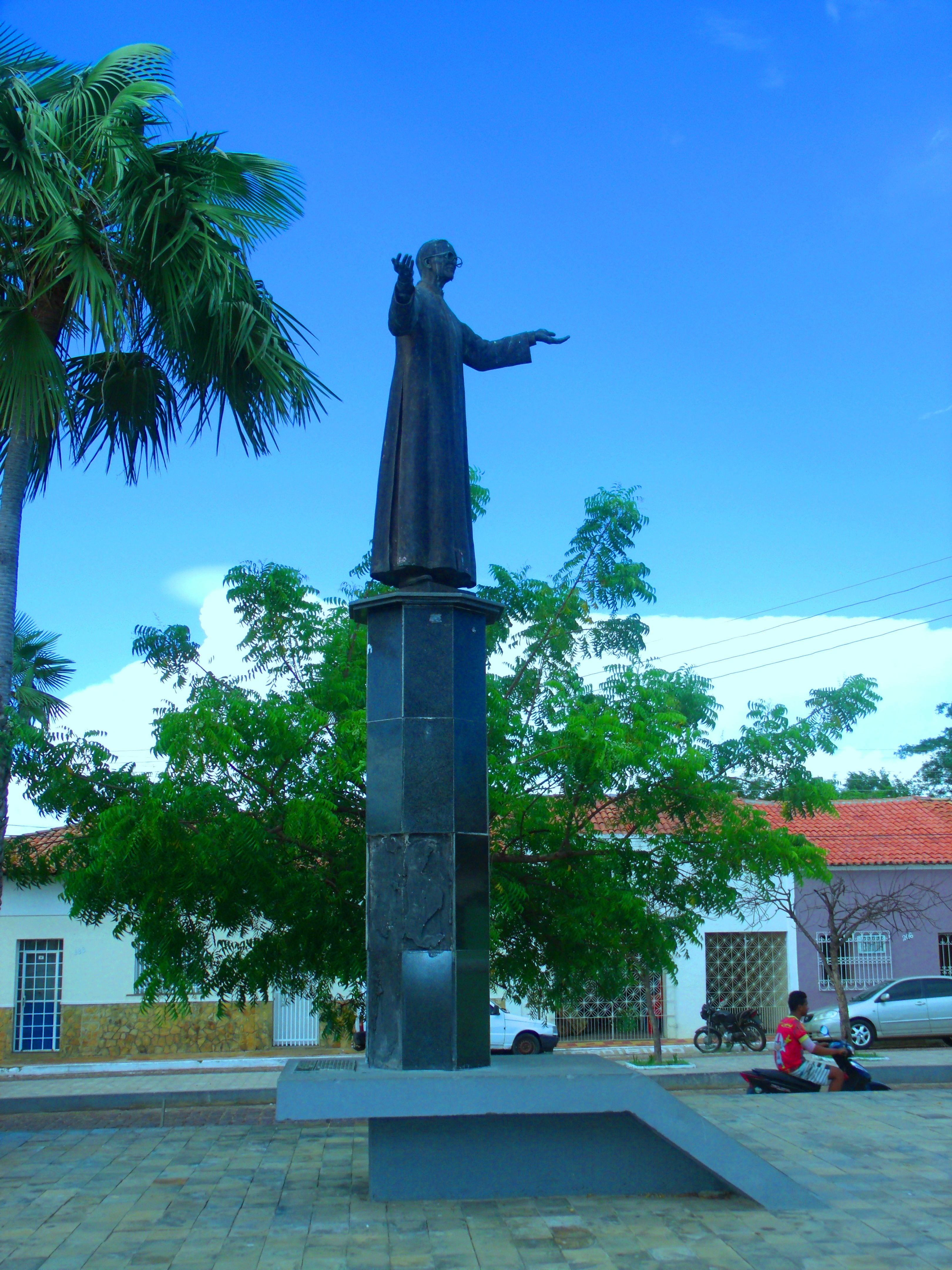
Monumento Monsenhor Mateus, o sacerdote que idealizou e dirigiu a construção da Catedral de Campo Maior. A escultura é de autoria do artista plástico Clauberto Santos.